# تفریحگاه‌های ترامپ

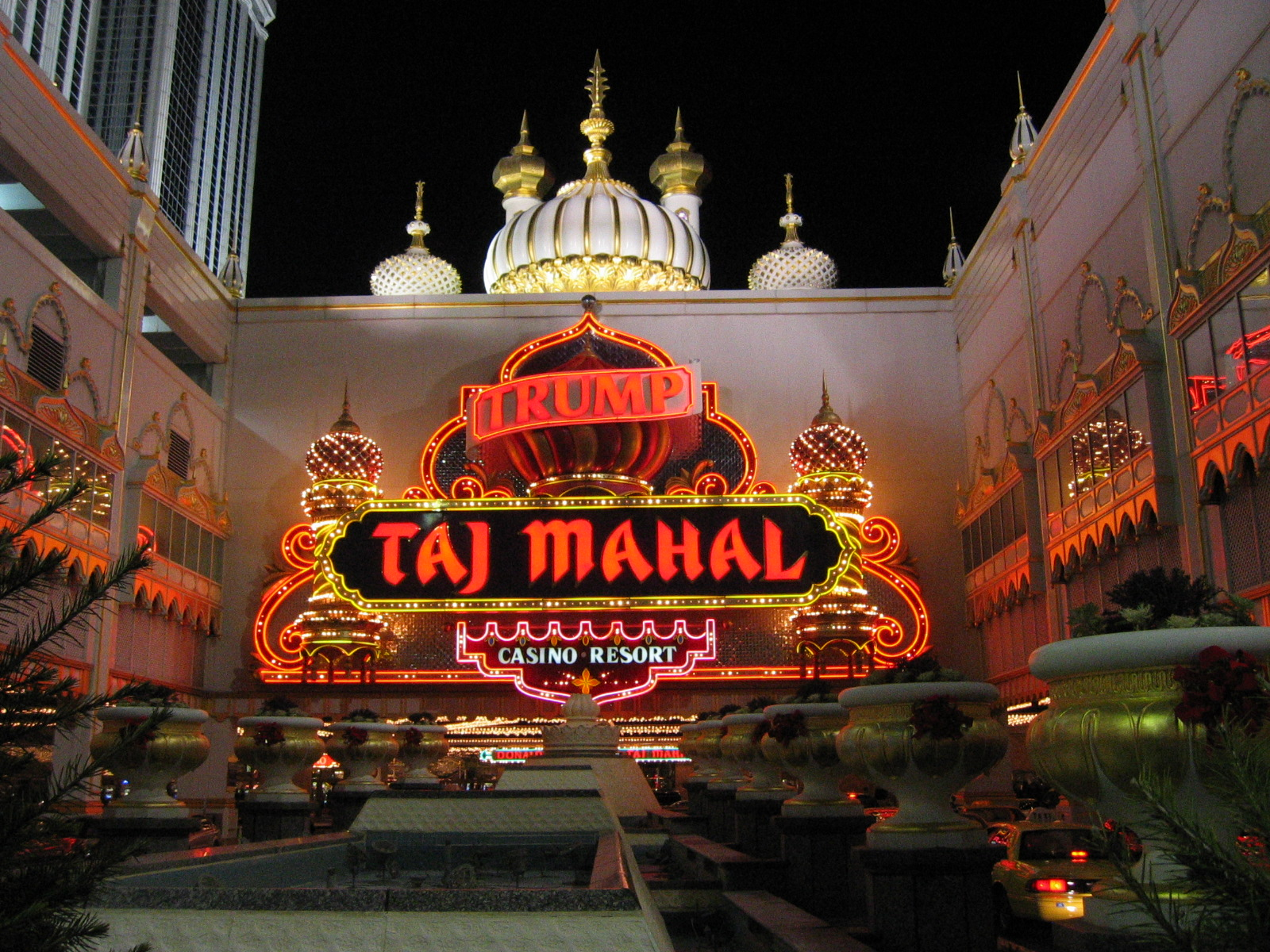
ورودی تاج محل ترامپ در آتلانتیک سیتی، نیوجرسی

تفریحگاه‌های ترامپ اینک. (انگلیسی: Trump Entertainment Resorts, Inc.) یک شرکت قماربازی و مهمان داری است که مالک و بهره بردار هتل و کازینوی تاج محل در آتلانتیک سیتی، نیوجرسی، ایالات متحده آمریکا و همچنین در هتل و کازینوی اینک تعطیل شدهٔ ترامپ است. این شرکت که پیشتر به عنوان تفریحگاه‌ها و هتل‌های ترامپ شناخته می‌شد توسط دونالد ترامپ، که دیگر در این شرکت حضور ندارد تأسیس شد.. این شرکت هم‌اکنون از شرکت‌های دختر آیکان اینترپرایسز است.